# Barys Nur-Sultan
Barys HK (kasakhisk: «Барыс» хоккей клубы) er en professionel kasakhisk ishockeyklub fra Nur-Sultan, der spiller i den Kontinentale Hockey-Liga (KHL) som det eneste hold fra Kasakhstan. Den spiller sine hjemmekampe i Barys Arena, der har plads til 11.578 tilskuere
Klubben blev etableret i 1999, hvor den spillede i den kasakhiske liga. I 2004 blev klubben optaget i det russiske ligasystem, og siden 2008 har den spillet i KHL, hvor den som sit bedste resultat i sæsonen 2013-14 vandt Tjernysjov-divisionen og i slutspillet spillede sig frem til konference-semifinalerne.
Holdet består primært af spillere fra Kasakhstan, og fungerer som stamme for Kasakhstans ishockeylandshold.

## Titler og bedrifter

### Kasakhisk mesterskab
- Vinder (2): 2007-08, 2008-09.
- Nr. 2 (3): 1999-2000, 2000-01, 2001-02.

### Russisk mesterskab

#### Vyssjaja Liga(niveau 2)
- Kvartfinalist (1): 2007-08.

#### Pervaja Liga(niveau 3)
- Vinder af Zone Ural-Vestsibirien (1): 2006-07.
- Nr. 2 i Zone Ural-Vestsibirien (1): 2005-06.
- Nr. 3 i Zone Ural-Vestsibirien (1): 2004-05.

### KHL

#### Gagarin-pokalen
- Konference-semifinalist (1): 2013-14.

#### Konferencetitler
- Ingen

#### Divisionstitler
- Vinder af Tjernysjov-divisionen (1): 2013-14.

## Sæsoner
| Sæson   | Grundspil  | Grundspil | Grundspil | Grundspil | Grundspil | Grundspil | Grundspil | Grundspil | Grundspil | Slutspil                                              |
| Sæson   | Division   | Plac.     | K         | V3        | V2        | T1        | T0        | Målscore  | Point     | Slutspil                                              |
| ------- | ---------- | --------- | --------- | --------- | --------- | --------- | --------- | --------- | --------- | ----------------------------------------------------- |
| KHL     |            |           |           |           |           |           |           |           |           |                                                       |
| 2008-09 | Tjernysjov | 5/6       | 56        | 20        | 7         | 4         | 25        | 174-191   | 78        | Første runde (Ak Bars Kazan 0-3)                      |
| 2009-10 | Tjernysjov | 3/6       | 56        | 20        | 6         | 7         | 23        | 169-173   | 79        | Konference-kvartfinalist (Ak Bars Kazan 0-3)          |
| 2010-11 | Tjernysjov | 4/6       | 54        | 20        | 4         | 9         | 21        | 155-152   | 77        | Konference-kvartfinalist (Ak Bars Kazan 0-4)          |
| 2011-12 | Tjernysjov | 3/6       | 54        | 25        | 3         | 4         | 22        | 160-160   | 85        | Konference-kvartfinalist (Metallurg Magnitogorsk 3-4) |
| 2012-13 | Tjernysjov | 3/6       | 52        | 23        | 5         | 6         | 18        | 175-161   | 85        | Konference-kvartfinalist (Traktor Tjeljabinsk 3-4)    |
| 2013-14 | Tjernysjov | 1/7       | 54        | 26        | 6         | 4         | 18        | 182-157   | 94        | Konference-semifinalist (Salavat Julajev Ufa 2-4)     |
| 2014-15 | Tjernysjov | 3/7       | 60        | 24        | 6         | 9         | 21        | 170-165   | 93        | Konference-kvartfinalist (Avangard Omsk 3-4)          |
| 2015-16 | Tjernysjov | 5/7       | 60        | 21        | 8         | 6         | 25        | 167-184   | 85        | Ikke kvalificeret                                     |
| 2016-17 | Tjernysjov | 2/8       | 60        | 25        | 6         | 3         | 26        | 151-167   | 90        | Konference-semifinalist (Metallurg Magnitogorsk 0-4)  |